# 일주일간 친구
《일주일간 친구》(一週間フレンズ。 잇슈칸 후렌즈[*]), 는 하즈키 맛차가 2012년 1월부터 2015년 1월까지 스퀘어 에닉스의 간간 조커에 연재한 로맨틱 코미디 만화이다.브레인즈 베이스가 제작한 동명의 애니메이션은 2014년 4월부터 6월까지 도쿄 MX 등에서 방영했다. 대한민국에서는 2014년 4월부터 애니플러스에서 방영했다.

## 줄거리
고등학교 2학년 하세 유우키는 같은반 친구 후지미야 카오리가 항상 혼자 있고 친구가 없다는 것을 알아챈다. 유우키가 카오리에게 접근해서 친구가 된 뒤, 카오리는 매주 월요일마다 자신의 친구에 대한 기억을 모두 잃어버린다고 밝힌다. 이에 불구하고 유우키는 매주마다 카오리와 친구가 되기 위해서 분투한다.

## 등장인물
하세 유우키(長谷 祐樹)
성우 — 야마야 요시타카
고등학교 2학년. 같은 반의 외톨이 친구 후지미야 카오리와 친구가 되는 데에 흥미가 있다. 카오리가 그에 대해서 매주 월요일마다 모두 잊어버리게 되지만, 카오리가 웃는 것을 위해 노력하는 것을 절대 그만두지 않는다. 수학을 잘 못한다.
후지미야 카오리(藤宮 香織)
성우 — 아마미야 소라
유우키의 같은 반 친구. 친구와 관련된 기억울 매주 월요일마다 모두 잊어버리기 때문에 친구를 만들지 않겠다는 선택을 한다. 학교에서 인기가 많았던 적이 있었지만, 그녀의 기억에 영향을 준 교통사고를 당한 뒤에 그렇지 않게 되었다. 하세와 친구가 된 뒤에 점차 기억이 조금씩 살아나고 있는 상황이다. 하세가 일기를 써 보라고 제안한 뒤에 일기를 쓰기 시작하였는데, 이는 유우키를 잘 기억하지는 못하지만 좀 더 친근하게 될 수 있도록 해 주었다. 하세에게는 매우 친근하고 부드러운 태도를 취한다. 과거에 어릴 적 친구 쿠조 하지메와 만나기로 약속을 하였지만 교통사고로 인해 만날 수 없었다. 카오리의 어머니는 이 사고 때문에 기억을 잃지 않을까 생각하기도 한다. 유우키에 비해서 수학을 잘 하고, 유우키가 숙제하는 것을 도와주기도 한다.
키류 쇼고(桐生 将吾)
성우 — 호소야 요시마사
유우키의 믿을 수 있는 친구. 성적이 좋다. 말을 직접적으로 하기 때문에 차가운 성격으로 보인다. 때때로 모든 것이 귀찮아지거나 무언가가 자신을 괴롭힐 때 그냥 잠들어버린다.
야마기시 사키(山岸 沙希)
성우 — 오쿠보 루미
사키는 어설프고 무언가를 잘 잊어버리는 소녀다. 쇼고의 초등학교 동창이다. 초등학교 때에 존재감이 없어서 괴롭힘을 받기도 했고, 모든 문제를 다른사람들에게 의존한다. 엄청 귀엽다!
쿠죠 하지메(九条 一)
성우 — 아사누마 신타로
하지메는 2학기에 전학을 온 학생인데, 카오리의 초등학교 동창이다. 하시메와 카오리는 하시메가 홋카이도로 전학을 가기 전 날에 공원에서 만나기로 약속을 했는데, 카오리가 교통사고를 당하면서 만나지 못했고, 약속을 카오리가 약속을 어겼다고 생각했다. 그의 가족은 엄격한 편이라 게임을 할 수 없다.
세리자와 마이코 (芹沢 舞子)
성우 — 가쿠모토 아스카
사키의 친구, 사키를 매우 귀여워한다.
니시무라 아이 (西村 藍)
성우 — 다나베 루이
사키의 친구이자 좋은 협력자.
후지미야 시호 (藤宮 志穂)
성우 — 나카하라 마이
카오리의 어머니.매우 활달하며 젊게 보인다. 카오리와 유우키 관계를 사실상 사귀는 것으로 바라보며, 둘의 관계 진전을 즐긴다.
이노우에 쥰(井上 潤)
성우 — 마지마 준지
유우키의 담임 선생님이자 수학교사.

## 만화
《일주일간 친구》는 하즈키 맛차의 만화 시리즈로 시작했으며 "간간 조커" 2011년 9월호에서 1회분으로 발행되었다. 이어서 스퀘어 에닉스의 "간간 조커" 2012년 1월 21일호부터 연재가 재게되었다. 첫번째 단행본은 2012년 6월 22일에 발매되었고, 2014년 6월 기준으로 총 여섯 권의 단행본이 발매되었다. 2015년 4월에는 마지막 권으로 제 7권이 발매될 예정이다. 또한, 대한민국에서는 2015년 3월 1권이 정식 발매되었다.

## 애니메이션
브레인즈 베이스가 제작한 텔레비전 애니메이션 시리즈는 2014년 4월 6일부터 방영중에 있다. 오프닝곡은 쿈 나츠미가 부르고 카와시마 아이가 작곡 및 작사를 한 "무지개의 조각"(일본어: 虹のかけら)이고, 스키마 스위치의 2004년 싱글 "카나데"(일본어: 奏（かなで)를 후지미야 카오리의 성우인 아마미야 소라가 부른 것을 엔딩곡으로 사용하고 있다. 오프닝, 엔딩 앨범의 경우 둘 다 2014년 5월 21일에 발매되었으며, 블루레이 제 1권의 경우 2014년 6월 18일에 발매될 예정이다. 또한, 북미에서는 센타이 필름웍스가 라이선스를 받았다. 또한, 대한민국에서는 2014년 4월부터 애니플러스에서 방영중이다.

## 무대
2014년 11월 14일부터 24일까지 CBGK 시부게키!!에서 상연되었다.

## 영화
2017년 2월에 공개될 예정이다. 감독은 무라카미 쇼스케. 주연은 카와구치 하루나와 야마자키 켄토.

## 같이 보기
- 일주일간 친구의 방영 목록
- 순행성 기억 상실